# Larnaca palliceps
Larnaca palliceps är en insektsart som först beskrevs av Heinrich Hugo Karny 1926.  Larnaca palliceps ingår i släktet Larnaca och familjen Gryllacrididae.

## Underarter
Arten delas in i följande underarter:
- L. p. javae
- L. p. palliceps